# Karen Sentíes
Karen Mireya Sentíes Bullones (Ciudad de México; 10 de diciembre de 1965), conocida como Karen Sentíes es una actriz y modelo mexicana.

## Biografía
Comenzó como modelo durante la década de los ochenta, haciendo comerciales y pasarela, luego se integró al programa cómico Ja, ja producido por Emilio Larrosa. Su primer trabajo como actriz fue en la exitosa telenovela Quinceañera, producida por Carla Estrada. Se hizo un casting para seleccionar a la actriz que haría de "Teresa", una de las antagonistas de la historia, Karen hizo pruebas con la directora de diálogos Mónica Miguel sin ninguna experiencia anterior como actriz, pero Mónica quedó muy convencida y finalmente Karen se quedó con el papel. Después de finalizar la telenovela se decidió a estudiar actuación en el Núcleo de Estudios Teatrales (NET), teniendo como profesores a los maestros Julio Castillo, Luis de Tavira y Héctor Méndoza. Continuó trabajando en telenovelas como Simplemente María (1989), La pícara soñadora (1991), Muchachitas (1991), entre otras. También trabajó en teatro en obras como Yo quiero a mi mujer y Al fin solos.

## Filmografía

### Telenovelas
- Eva la trailera (2016)... Carmen Soler de Melgar
- En otra piel (2014)... Lorena Serrano
- Los Rey (2012) ... Andrea Loperena de Rey
- Una maid en Manhattan (2011-2012)... Amelia Salas de Parker
- Aurora (2010-2011) ... Inés Ponce de León
- Amor comprado (2008) ... Leonora
- Olvidarte jamás (2006)... Gladis de Montero
- Un nuevo amor (2003) ... Valentina Méndez
- Tres veces Sofía (1998-1999) ... Leticia Plata
- Rivales por accidente (1997) ... Cristela De la Rosa
- Con toda el alma (1995-1996) ... Bárbara
- Mágica juventud (1992-1993) ... Laura
- Muchachitas (1991-1992) ... Renata
- La pícara soñadora (1991) ... Carla Sánchez
- La fuerza del amor (1990-1991) ... María Inés
- Mi pequeña Soledad (1990) ... Empleada
- Simplemente María (1989-1990) ... Silvia Rebollar
- Carrusel (1989) ... Clara Del Castillo de Villaseñor #1
- Quinceañera (1987-1988) ... Teresa
- Rosa salvaje (1987-1988) ... Invitada en la fiesta de los Linares

### Cine
- Deseo criminal (1995)
- Mi madrina es la muerte (1994)
- Círculo del vicio (1993)
- Nacidos para morir (1991)
- Esa mujer me vuelve loco (1991) ... Nati
- Carrera contra la muerte (1990)
- El Judas en la frontera (1989)
- 7 fugas del capitán fantasma (1989)
- Al filo de la muerte (1989)
- En los cuernos de la muerte (1989)
- Open fire (1988) ... Panther
- El último túnel (1987)
- Días de matanza (1987)
- Abriendo fuego (1985) ... Karen

### Series de TV
- Lo que callamos las mujeres (1 episodio: "Mamá dos veces", 2001) Como Rita
- Mujer, casos de la vida real (1 episodio: "Que te perdone Dios", 1994)
- Sweating Bullets (1 episodio: "A Perfect .38", 1991) Como Esposa